# いたすけ古墳

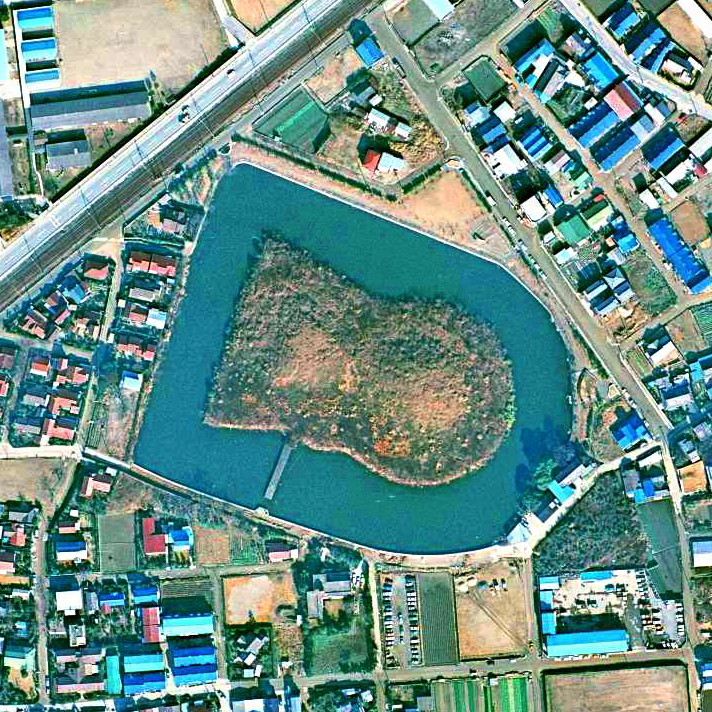
はげ山となったいたすけ古墳。1975年1月。
ステレオ写真はこちら

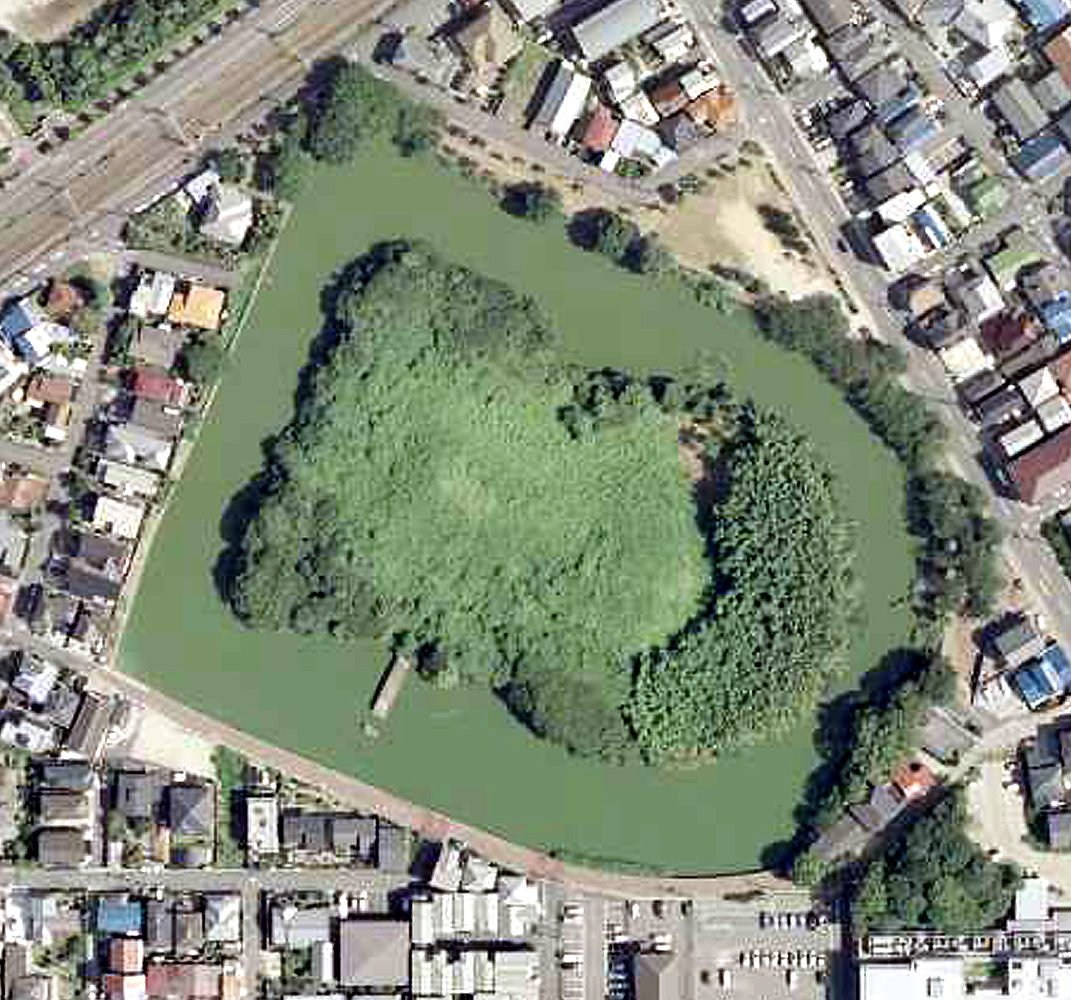
いたすけ古墳の航空写真（2007年）

いたすけ古墳（いたすけこふん）は、大阪府堺市北区百舌鳥本町にある前方後円墳。百舌鳥古墳群を構成する古墳の1つ。国の史跡に指定されている。

## 概要

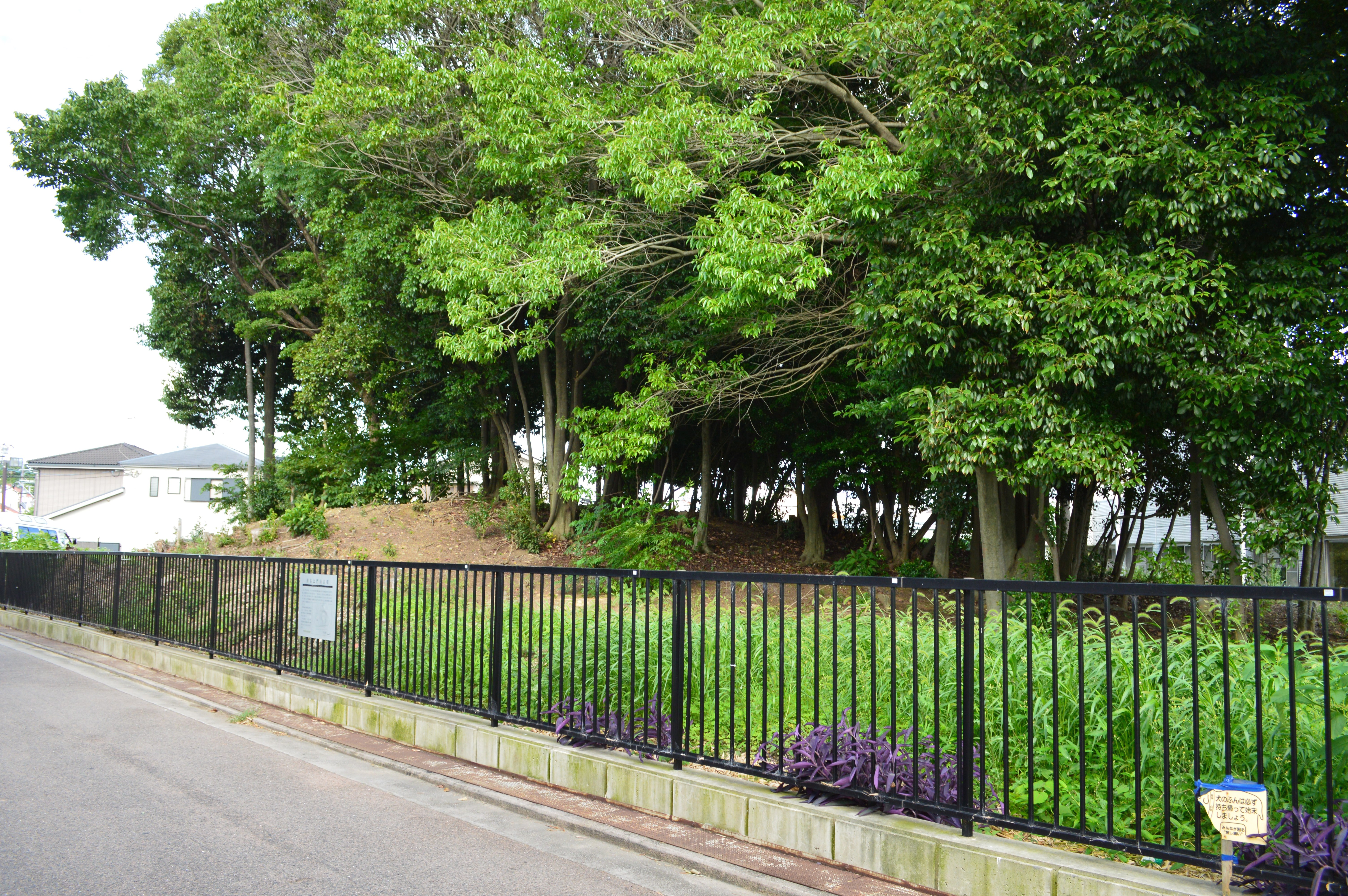
善右ヱ門山古墳（国の史跡）

百舌鳥古墳群のほぼ中央、大仙陵古墳の南、上石津ミサンザイ古墳の東に位置する。墳丘長約146メートルで、百舌鳥古墳群では8番目の大きさである。墳丘は3段に築かれ、南側に造り出しがある。主体部の構造や副葬品などは不明。台地の南端に位置するため、周濠の南側には大規模な堤が築かれている。陪塚は数基あったとされるが、善右ヱ門古墳のみが現存している。
昭和30年（1955年）9月、私有地であったため土砂の採集と住宅造成のため破壊されることになった。自治体の資金難により買い取りが難しく、市民運動が発足して保存された。その際、後円部から出土した衝角付冑の埴輪は、現在、堺市の文化財保護のシンボルマークになっている。
この工事の際には、土砂を取る重機を入れるため周濠に橋が架けられ、樹木の伐採が行われた。伐採は半ばで中断されたものの、古墳の半分ほどがはげ山となった。橋は2019年現在でも半分が残されている。はげ山となった部分には草が生い茂っているため、いたすけ古墳の航空写真は樹木と草によりまだらな外見となっている。
周囲は住宅街であるが、上記の経緯で古墳には林と水場が残されたため、タヌキが住み着いている。
1980年代に、水質の悪化による異臭に対して周辺の住民から苦情が上がり、池干しとヘドロの除去が行われた。その際に環濠の南西部に沈没していた木造の小型船について調査が行われ、少なくとも昭和初期以前に製造された和船である事が確認された。
竹林の繁茂により土砂が崩れる恐れがあることから堺市では整備事業への寄付を呼びかけており、ふるさと納税も活用されている。

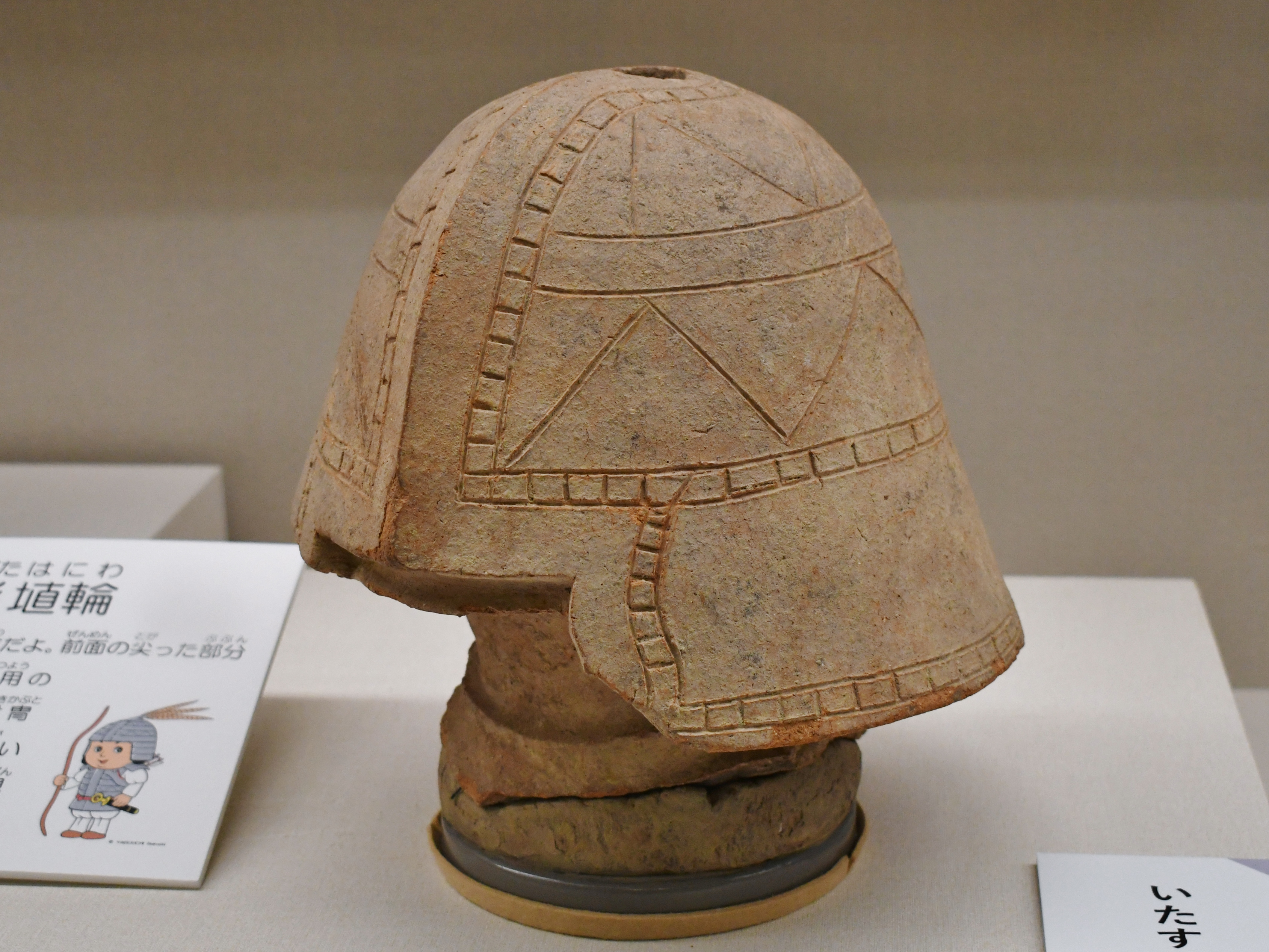
衝角付冑形埴輪 堺市博物館展示。

## 墳丘
墳丘の規模は次の通り。
- 墳丘長：約146メートル
- 後円部 - 3段築成。
  - 直径：約90メートル
  - 高さ：約12.2メートル
- 前方部 - 3段築成。
  - 幅：約99メートル
  - 高さ：約11.4メートル

## 文化財

### 国の史跡
- 史跡「百舌鳥古墳群」に包含 - 昭和31年5月15日に「いたすけ古墳」として国の史跡に指定。平成26年3月18日に、既指定のいたすけ古墳など7基と新指定の善右ヱ門山古墳など10基を包括する史跡「百舌鳥古墳群」が新たに指定[6]。

### 堺市指定文化財
- 有形文化財
  - 衝角付冑型埴輪（考古資料） - 平成13年12月20日指定[7]。

## 交通アクセス
- JR阪和線百舌鳥駅 徒歩約10分